# Papilio birchallii
Papilio birchallii är en fjärilsart som beskrevs av William Chapman Hewitson 1863. Papilio birchallii ingår i släktet Papilio och familjen riddarfjärilar.
Artens utbredningsområde är Colombia. Inga underarter finns listade i Catalogue of Life.